# Szczepan Zambrzycki
Szczepan Zambrzycki herbu Kościesza – stolnik liwski, sędzia grodzki warszawski w 1786 roku, poseł ziemi nurskiej na Sejm Czteroletni w 1790 roku, poseł nurski na sejm grodzieński (1793), członek konfederacji grodzieńskiej 1793 roku, konsyliarz ziemi warszawskiej w konfederacji targowickiej w 1792 roku.
W 1786 roku wybrany posłem na sejm z ziemi liwskiej. 2 maja 1791 roku podpisał asekurację, w której zobowiązał się do popierania projektu Ustawy Rządowej. Na sejmie grodzieńskim w 1793 roku został mianowany przez króla Stanisława Augusta Poniatowskiego członkiem deputacji do traktowania z posłem rosyjskim Jakobem Sieversem. 22 lipca 1793 roku podpisał traktat cesji przez Rzeczpospolitą ziem zagarniętych przez Rosję a 25 września cesji ziem zagarniętych przez Prusy  w II rozbiorze Polski.
17 kwietnia 1794 roku złożył akces do powstania kościuszkowskiego, więziony przez władze powstańcze pod zarzutem kryminalnym.
Odznaczony Orderem Świętego Stanisława.